# Television i Portugal
Television i Portugal, introducerades 1956 av Radiotelevisão Portuguesa (senarer Rádio e Televisão de Portugal), är det statliga företag i Portugal som hade monopol på TV-sändningar fram till slutet av 1992. Det finns ett flertal aktörer som konkurrerar med den statliga statstelevisionen, och digitalisering av TV-nätet pågår[när?]. 